# Ask.com
Ask.com是1996年出现在加利福尼亚州伯克利的一个搜索引擎，后来运营总部迁往奥克兰。
1999年7月，Ask.com曾以ASKJ为代号在纳斯达克上市，2005年7月，被现在的母公司InterActiveCorp收购。

## 历史
其搜索引擎的特点是对语义搜索支持较优，同时结合了传统的关键字搜索，技术实现上介于Google搜索和Wolfram Alpha之间。
雅虎微软搜索业务合并之后，Ask.com是美国第三，世界第六大公网搜索引擎，仅次于Google搜索、Bing、百度、NAVER和Yandex。据一份调查报告表明，Ask.com是Google用户首选的替代搜索引擎。
尽管Ask.com使用自己的搜索技术，但是在广告营收方面他们采用了Google的解决方案。
Ask.com与主流浏览器有较为深入的合作关系，是Opera英文版默认快速拨号搜索引擎，也是SeaMonkey三个默认搜索引擎之一。
除搜索外，Ask.com还拥有一些其它业务，如被关闭的Bloglines，以及著名的英文网络字典Reference.com。